# グリ下キッズ
グリ下キッズ（グリしたキッズ）は、大阪市に存在する青少年に関する問題。

## 概要
大阪ミナミの戎橋の下に集う子供たちのことである。そこはグリコの看板の下でもあることからこのように呼ばれるようになった。東京歌舞伎町のトー横と共にたびたびニュースになっている。グリ下キッズになっているのは家にも学校にも居場所は無い10代から20代が中心で、オーバードーズや妊娠や性感染症や金銭問題などを抱える。
2022年8月より大阪府のNPOによってグリ下近くにテントを建てて相談に乗るという活動が行われてきている。月に3日から4日ほど無料のカフェを展開し、菓子や飲み物や生理用品や避妊具などの配布なども行ってきている。そこにはボスのような人物がいて警察が来るため帰らせたりしているのであるが、NPOはそれでは居場所がなくなるだけで根本的な解決にはならないとする。
2023年6月には弁護士の呼びかけでグリ下キッズが犯罪やトラブルに巻き込まれるのを防ぐためのプロジェクトが動き始める。これにはミナミを中心に30社以上の企業が協力して、若者を従業員として受け入れる体制が整えられる。このプロジェクトではグリ下の若者を採用して衣食住の基盤を整えて若者が社会とのつながりを持てるようにするのが狙い。グリ下キッズは家庭環境など複雑な事情があるため家出のケースがあり、信頼できる大人との出会いで変わることができリスタートをできるのではないかと呼びかけた弁護士は指摘する。
2025年3月には大阪市は若者がトラブルに巻き込まれるのを防ぐためにグリ下に長時間滞在できないようにする塀を設置した。座りやすい場所が高さ2メートル長さ16メートルの壁で覆われて入れなくなった。大阪市の河川課長は万博で多くの人が訪れることからも、全ての人が安心して快適に過ごせる環境整備を進めていくとした。これには根本的な解決にはならないという声もある。
2025年6月にはグリ下キッズを買春させていたとして逮捕者が出た。グリ下界隈でスカウトして出会い系サイトで客を集めて地方の客の待つラブホテルに派遣するということをしていた。中には10日で109人もの相手をさせられて報酬は60万円という少女もいた。この少女は辞めたいや帰りたいと訴えても励まされるだけでリストカットをするまでになっていた。この件で逮捕された人物は130人に売春させていた。